# Comuna Gârnic, Caraș-Severin
Gârnic (în cehă Gerník) este o comună în județul Caraș-Severin, Banat, România, formată din satele Gârnic (reședința) și Padina Matei.

## Demografie
Componența etnică a comunei Gârnic
     Români (63,28%)
     Cehi (16,92%)
     Alte etnii (19,79%)
Componența confesională a comunei Gârnic
     Ortodocși (54,46%)
     Romano-catolici (16,92%)
     Alte religii (8,92%)
     Necunoscută (19,69%)
Conform recensământului efectuat în 2021, populația comunei Gârnic se ridică la 975 de locuitori, în scădere față de recensământul anterior din 2011, când fuseseră înregistrați 1.268 de locuitori. Majoritatea locuitorilor sunt români (63,28%), cu o minoritate de cehi (16,92%). Din punct de vedere confesional, majoritatea locuitorilor sunt ortodocși (54,46%), cu o minoritate de romano-catolici (16,92%), iar pentru 19,69% nu se cunoaște apartenența confesională.

## Politică și administrație
Comuna Gârnic este administrată de un primar și un consiliu local compus din 9 consilieri. Primarul, Ion Sporea[*], de la Alianța Dreapta Unită, este în funcție din 1 noiembrie 2024. Începând cu alegerile locale din 2024, consiliul local are următoarea componență pe partide politice:
|  | Partid                          | Consilieri | Componența Consiliului | Componența Consiliului | Componența Consiliului |
|  | ------------------------------- | ---------- | ---------------------- | ---------------------- | ---------------------- |
|  | Alianța Dreapta Unită           | 3          |                        |                        |                        |
|  | Partidul Social Democrat        | 2          |                        |                        |                        |
|  | Partidul Național Liberal       | 1          |                        |                        |                        |
|  | Alianța pentru Unirea Românilor | 1          |                        |                        |                        |
|  | Forumul Cehilor din România     | 1          |                        |                        |                        |
|  | Partidul Puterii Umaniste       | 1          |                        |                        |                        |